# Hermans Dijkstra
Hermans Dijkstra is de naam van een monumentale boerderij in de Groningse plaats Midwolda.
De boerderij Hermans Dijkstra werd in 1858 gebouwd. De schuur werd enkele jaren later gebouwd. Het gebouw vertoont kenmerken van zowel het eclecticisme als van de chaletstijl. Het gaaf bewaard gebleven interieur dateert van het begin van de 20e eeuw en bevat motieven ontleend aan zowel de art-nouveau- als aan de art-decostijl.
Na het overlijden van de laatste bewoner Pieter Reint Hermans Dijkstra in 1994 is de boerderij ondergebracht in de door hem opgerichte stichting "Hermans Dijkstra". Het complex bestaande uit boerderij, slingertuin, wagenschuur, stookhut en tuinhuisje is in 1996 aangewezen als rijksmonument en in 1997 ingeschreven in het monumentenregister. Het totale complex is exemplarisch voor de agrarische ontwikkeling en de historie van het Oldambt. De boerderij is een beeldbepalend element in het dorp Midwolda. De boerderij werd in de jaren daarna gerestaureerd. Het gebouw is deels ingericht als museum en doet deels dienst als een horecavoorziening.

## Literatuur

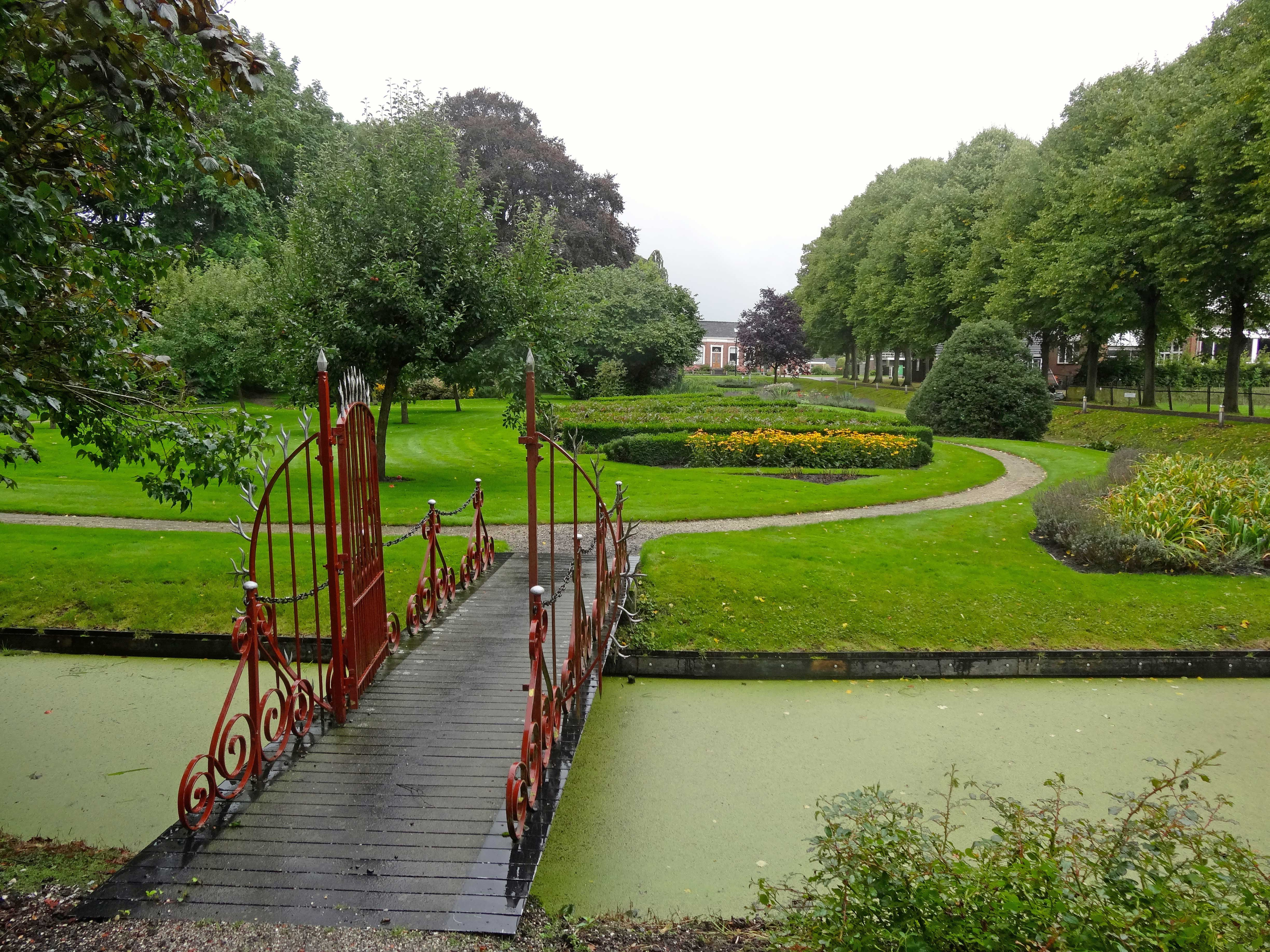
Slingertuin
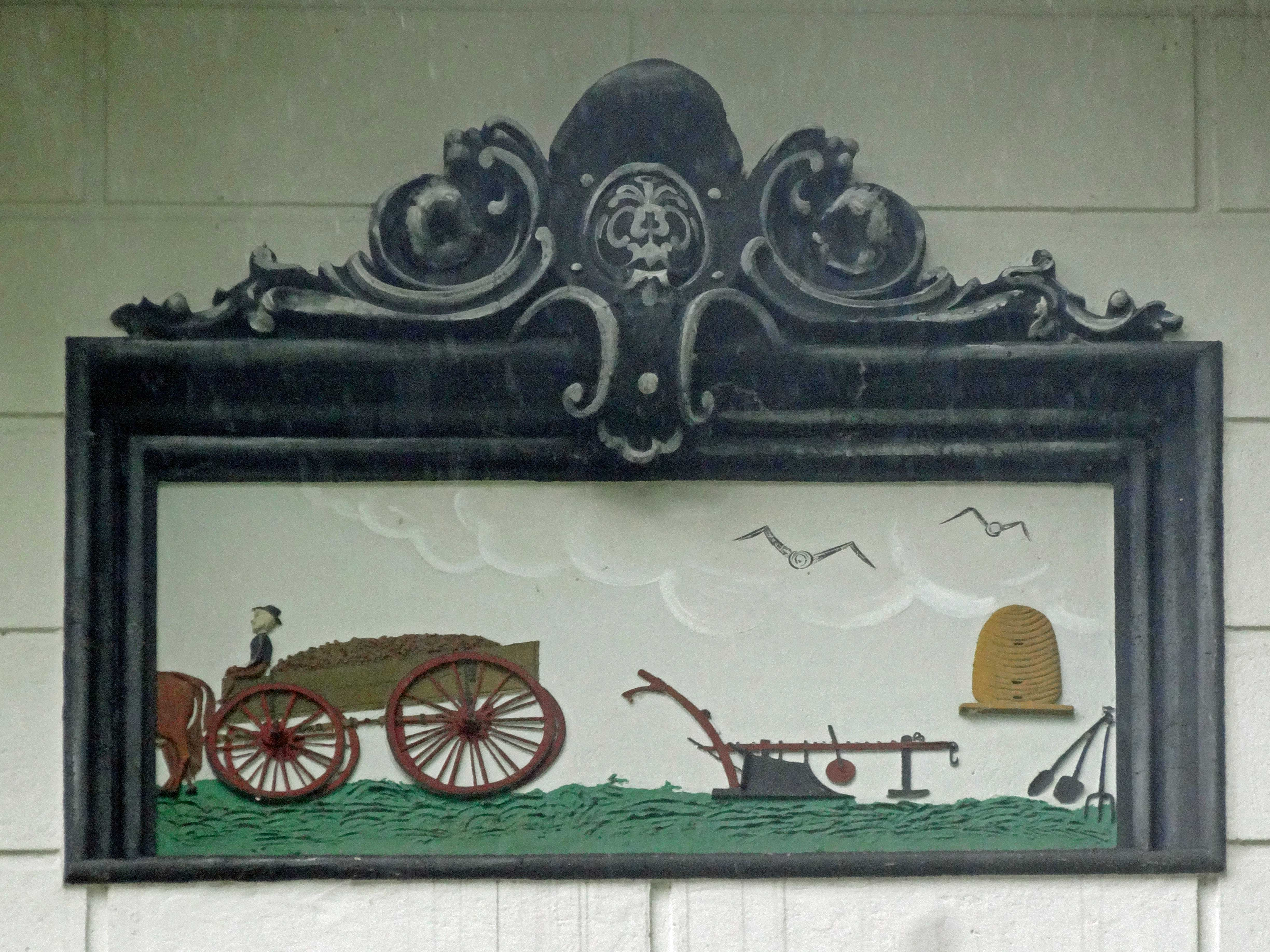
Gevelsteen